# Batman: Terra di nessuno
(Incipit di Batman: Terra di nessuno)
Batman: Terra di nessuno (Batman: No Man's Land) è un arco narrativo a fumetti statunitense pubblicato da DC Comics tra marzo e novembre 1999.
La storia, crossover incentrato sul nuovo ordine a Gotham City a seguito di un terremoto, è stata presentata sulle varie testate DC (Detective Comics, Batman, Shadow of the Bat, Legends of the Dark Knight e altri spin-off e tie-in) per un totale di 80 albi mensili regolari, 4 speciali e il graphic novel Batman: Harley Quinn, che ha introdotto Harley Quinn nell'Universo DC.

## Trama
Gotham City, in seguito al terremoto che devasta la città, e alla decisione del Congresso degli Stati Uniti d'America, viene esclusa del resto degli Stati Uniti: i collegamenti vengono interrotti, e l'intera zona viene dichiarata "Terra di nessuno".
Le poche persone che sono rimaste in città vivono ora tra le macerie, in campi profughi, vagabondando in un posto dove sembra ora vigere la "legge del più forte": le bande criminali hanno preso il sopravvento, tra di loro spicca il Pinguino, e ora controllano le varie aree della città.
Batman, insieme a Helena Bertinelli (che alternerà i panni della Cacciatrice a quelli di Batgirl), Nightwing, Robin, Oracolo e al commissario Gordon, cercano di riportare l'ordine a Gotham.

## Continuity
La storia continua le vicende narrate in Batman: Cataclisma, dove un terribile terremoto di 7.6 gradi sulla scala Richter si abbatte su Gotham City; la storia è seguita da Aftershock, e appunto, da Terra di nessuno.
Terra di nessuno ha introdotto il personaggio di Cassandra Cain, che sarebbe diventata la terza Batgirl. Inizia a svilupparsi una relazione tra Due Facce e Renee Montoya. Terra di nessuno ha visto inoltre la morte di Sarah Essen, la moglie di Gordon, brutalmente assassinata da Joker. La crisi ha anche portato a Lex Luthor abbastanza sostegno da parte dell'opinione pubblica per vincere la candidatura a Presidente degli Stati Uniti nel 2000. Questa serie getta anche la base dell'amicizia tra Harley Quinn e Poison Ivy.
Alcune storie, ambientate nella ricostruita Gotham City post-terremoto, sono state sottotitolate come New Gotham 1 e New Gotham 2 (le storie in questione sono Batman: Evolution da Detective n. 743-750 e Batman: Officer Down da Batman n. 587, Robin n. 86, Birds of Prey n. 27, Catwoman n. 90, Nightwing n. 53, Detective Comics n. 754, e Il Cavaliere di Gotham n. 13)

## Citazioni
Terra di Nessuno prende spunto dal film di John Carpenter 1997: Fuga da New York, come si può vedere dallo stato di rovina di Gotham City

## Edizioni
Negli Stati Uniti, la saga è stata presentata sulle testate:
- Batman: No Man's Land nn. 0-1
- No Man's Land: Secret Files & Origins n. 1
- Young Justice Special n. 1
- Batman: Harley Quinn
- Detective Comics nn. 730-741
- Batman nn. 563-574
- Legends of the Dark Knight nn. 116-126
- Batman: Shadow of the Bat nn. 83-94
- Batman: Chronicles nn. 16-18
- Catwoman nn. 72-77
- Robin nn. 67-73
- Nightwing nn. 35-39
- Azrael nn. 50-61
- JLA n. 32

In seguito, è stata poi raccolta in cinque volumi:
- Volume uno (ISBN 1563895641)
- Volume due (ISBN 1563895994)
- Volume tre (ISBN 1563896346)
- Volume quattro (ISBN 1563896982)
- Volume cinque (ISBN 1563897091)

In Italia è stata presentata all'interno della collana Batman nuova serie, in diciotto volumi a cadenza mensile, da Play Press. Successivamente viene ristampata dalla Planeta DeAgostini nella collana Batman: La leggenda nel 2008.

## Altri media
Greg Rucka ha trasposto la saga in un romanzo, basato – tra gli altri – sui personaggi di Joker, Pinguino, Due Facce, Bane, Lex Luthor, altri villains, e il Gotham City Police Department.
Il romanzo affronta il rapporto tra Cassandra e suo padre David Cain, e descrive inoltre in modo più dettagliato le diverse personalità degli agenti del GCPD, compreso il poliziotto Petit. Il libro non cita però né Azrael né Superman sebbene nei fumetti siano stati presenti.